# Sexo, pudor y lágrimas
Sexo, pudor y lágrimas és una pel·lícula mexicana dirigida per Antonio Serrano i estrenada en 1999.

## Argument
Tomás (Demián Bichir) torna a Mèxic després d'un viatge de set anys arreu del món a visitar als seus amics Carlos (Víctor Hugo Martin) i Ana (Susana Zabaleta), una parella d'esposos que està passant per problemes en la seva relació. Ana és seduïda per Tomás, el seu ex-xicot, cosa que provoca que Carlos expulsi Tomás de la casa,però en comptes d'ell, se'n va Ana. Això es converteix en una guerra d'homes contra dones quan Miguel (Jorge Salinas) es muda amb ells i Ana al departament de Miguel per a unir-se amb Andrea (Cecilia Suárez) i María (Mónica Dionne) en el seu boicot contra l'home.
És de coneixement general que aquesta obra visual és bàsicament una autobiografia d'Alex Syntek, i no sols perquè aquesta porti el mateix nom d'una de les seves cançons, si no que s'inspira fortament en la vida sexual del cantautor, ja que ha declarat que la seva capacitat per a reproduir-se és "Igual a una tragicomèdia" perquè no hi ha cosa que pugui salvar-li de, en finalitzar l'acte, trencar en plor. Per òbvies raons, això influeix d'una manera significant en la seva autoestima, ja que ha afirmat que no hi ha dona que hagi pogut ser-li comprensiva després de passar-li un d'aquestes rampells. Així que "Sexo, pudor i lágrimas" plasma la vida d'un artista.

## Repartiment
- Demián Bichir - Tomás Ruffo
- Susana Zabaleta - Ana
- Víctor Hugo Martín - Carlos
- Cecilia Suárez - Andrea Maldonado
- Jorge Salinas - Miguel Mendizábal
- Mónica Dionne - María

## Recepció
Va ser el segon gran èxit del cinema mexicà de l'anomenada Nova Era, va trencar rècords d'audiència a Mèxic i es va mostrar als cinemes per més de 27 setmanes. Està basada en l'obra de teatre del mateix nom, d'Antonio Serrano, que es va presentar durant dos anys. Va recaptar, en total, 115 milions de pesos, i es va convertir, en aquell moment, en la tercera pel·lícula més taquillera de Mèxic.

## Premis
Als XLII edició dels Premis Ariel va obtenir els premis a Ariel de Plata: millor actriu (Susana Zabaleta), direcció d'art, música original, guió adaptat i ambientació. També va obtenir el Premi del Público al XIV Festival Internacional de Cinema de Guadalajara).